# Internationales Figurentheaterfestival
Das Internationale Figurentheaterfestival ist ein 1979 in Erlangen gegründetes Theaterfestival.
Die zweijährlich von den Städten Nürnberg, Fürth, Erlangen und Schwabach gemeinsam ausgerichtete Veranstaltung gilt als das wichtigste Festival für spartenübergreifendes Figuren-, Bilder- und Objekttheater im deutschsprachigen Raum und als zentrales Theaterfestival Deutschlands.
Über 50 Theatergruppen aus aller Welt präsentieren in rund 100 Vorstellungen zehn Tage lang ihre aktuellen Inszenierungen an mehr als 20 verschiedenen Veranstaltungsorten im Städtegroßraum. Als Rahmenprogramm gibt es Ausstellungen und Performances sowie Workshops, öffentliche Vorträge, Werkstatt-, Inszenierungsgespräche und Diskussionen.